# Ленс Генріксен
Ленс Джеймс Генріксен (англ. Lance James Henriksen; нар. 5 травня 1940, Нью-Йорк) — американський актор, художник. Зазвичай виконує ролі «негативних» героїв, переважно в трилерах, фільмах жахів і бойовиках. Зіграв у безлічі кінофільмах, телесеріалах і телефільмах, також займався озвученням мультфільмів та комп'ютерних ігор.
Найбільш відомий за фільмами «Термінатор» (1984), «Чужі» (1986), «Майже стемніло» (1987), «Гарбузоголовий» (1988), «Важка мішень» (1993) і головною роллю в серіалі «Тисячоліття» (1996-99).
Тричі номінант на премію «Золотий глобус» в категорії Найкраща чоловіча роль в телесеріалі за гру у «Тисячолітті», а також лауреат премії «Сатурн» в категорії Найкраща чоловіча роль другого плану у фільмі «Важка мішень». У 2021 році був номінований на премію Canadian Screen Award за найкращу чоловічу роль у фільмі «Падіння».

## Життєпис
Народився 5 травня 1940 року на Мангеттені, Нью-Йорк. Його батько, Джеймс Генріксен, був норвезьким торговельним моряком і боксером на прізвисько «Icewater», який провів більшу частину життя в морі, а мати, Маргарита Вернер — викладач танців, офіціантка і модель. Бабуся Генріксена по батьковій лінії була саамською оленяркою.

## Фільмографія

### Кінофільми
| Рік  |    | Українська назва                  | Оригінальна назва                  | Роль                                    |
| ---- | -- | --------------------------------- | ---------------------------------- | --------------------------------------- |
| 1972 | ф  | Це непросто                       | It Ain't Easy                      | Ренді                                   |
| 1973 | ф  | Імператор Північного полюса       | Emperor of the North Pole          | залізничник                             |
| 1975 | ф  | Собачий полудень                  | Dog Day Afternoon                  | агент Мерфі                             |
| 1976 | ф  | Наступна людина                   | The Next Man                       | співробітник Федеральної служби безпеки |
| 1976 | ф  | Особняк приречених                | Mansion of the Doomed              | доктор Ден Брайан                       |
| 1976 | ф  | Телемережа                        | Network                            | юрист                                   |
| 1977 | ф  | Близькі контакти третього ступеня | Close Encounters of the Third Kind | Роберт                                  |
| 1978 | ф  | Омен 2: Деміен                    | Damien: Omen II                    | сержант Нефф                            |
| 1979 | ф  | Відвідувач                        | The Visitor                        | Реймонд Армстед                         |
| 1981 | ф  | Темний кінець вулиці              | The Dark End of the Street         | Джиммі                                  |
| 1981 | ф  | Піранья 2: Нерест                 | Piranha II: The Spawning           | Стів Кімброу                            |
| 1981 | ф  | Принц міста                       | Prince of the City                 | окружний прокурор Бурано                |
| 1983 | ф  | Жахи                              | Nightmares                         | Маклауд                                 |
| 1983 | ф  | Справжні чоловіки                 | The Right Stuff                    | Уоллі Ширра                             |
| 1984 | ф  | Термінатор                        | The Terminator                     | детектив Вукович                        |
| 1985 | ф  | Зазублене лезо                    | Jagged Edge                        | Френк Мартін                            |
| 1986 | ф  | Чужі                              | Aliens                             | Бішоп                                   |
| 1986 | ф  | Чок-Каньйон                       | Choke Canyon                       | Брук Аластер                            |
| 1987 | ф  | Майже стемніло                    | Near Dark                          | Джессі Хукер                            |
| 1988 | ф  | Гарбузоголовий                    | Pumpkinhead                        | Ед Гарлі                                |
| 1988 | ф  | Боротьба за виживання             | Survival Quest                     | Генк                                    |
| 1989 | ф  | Будинок 3: Шоу жахів              | House III: The Horror Show         | детектив Лукас МакКарті                 |
| 1989 | ф  | Красунчик Джонні                  | Johnny Handsome                    | Рейф Гарретт                            |
| 1989 | ф  | Список жертв                      | Hit List                           | Кріс Калік                              |
| 1990 | ф  | Останній самурай                  | The Last Samurai                   | Джонні Конґо                            |
| 1991 | ф  | Колодязь і маятник                | The Pit and the Pendulum           | Томас Торквемада                        |
| 1991 | ф  | Незворушний                       | Stone Cold                         | «Chains» Купер                          |
| 1992 | ф  | Дженніфер 8                       | Jennifer 8                         | Фредді Росс                             |
| 1992 | ф  | Чужий 3                           | Alien 3                            | Майкл Говард Бішоп                      |
| 1992 | ф  | Брати по зброї                    | Comrades in Arms                   | Роб Рід                                 |
| 1992 | ф  | Дельта Хіт                        | Delta Heat                         | Джексон Ріверс                          |
| 1993 | ф  | Надмірне насилля                  | Excessive Force                    | капітан Реймонд Девлін                  |
| 1993 | ф  | Супербрати Маріо                  | Super Mario Bros.                  | Король                                  |
| 1993 | ф  | Найкращий друг людини             | Man's Best Friend                  | доктор Джаррет                          |
| 1993 | ф  | Важка мішень                      | Hard Target                        | Еміль Фушон                             |
| 1993 | ф  | Злочинний синдикат                | The Outfit                         | Датч Шульц                              |
| 1993 | ф  | Лицарі                            | Knights                            | Джоб                                    |
| 1994 | ф  | Втеча неможлива                   | No Escape                          | The Father                              |
| 1994 | ф  | Бульвар                           | Boulevard                          | Макларен                                |
| 1994 | ф  | Колір ночі                        | Color of Night                     | Бак                                     |
| 1994 | ф  | Злочин                            | Felony                             | Тафт                                    |
| 1995 | ф  | Аврора: Операція Перехоплення     | Aurora: Operation Intercept        | Вільям Стенгель                         |
| 1995 | ф  | Швидкий та мертвий                | The Quick and the Dead             | «Туз» Генлон                            |
| 1995 | ф  | Мрець                             | Dead Man                           | Коул Вілсон                             |
| 1995 | ф  | Пудра                             | Powder                             | шериф Даг Барнум                        |
| 1995 | ф  | Потрошитель розуму                | Mind Ripper                        | доктор Джим Стоктон                     |
| 1995 | ф  | Природа звіра                     | The Nature of the Beast            | Джек Пауелл                             |
| 1995 | ф  | Злючка                            | Spitfire                           | Річард Чарльз                           |
| 1999 | мф | Тарзан                            | Tarzan                             | Керчак (озвучення)                      |
| 2000 | ф  | Крик 3                            | Scr3am                             | Джон Мілтон                             |
| 2002 | ф  | Беззвучний крик                   | Unspeakable                        | Джек Пітчфорд                           |
| 2004 | ф  | Модильяні                         | Modigliani                         | Фостер Кейн                             |
| 2004 | ф  | Чужий проти Хижака                | Alien vs. Predator                 | Чарльз Бішоп Вейланд                    |
| 2006 | ф  | Коли дзвонить незнайомець         | When a Stranger Calls              | незнайомець (голос)                     |
| 2008 | ф  | Природжений убивця                | Dark Reel                          | Коннор Прітчетт                         |
| 2008 | ф  | Будинок                           | House                              | Людина-бляшанка (голос)                 |
| 2008 | ф  | Аппалуза                          | Appaloosa                          | Рінґ Шелтон                             |
| 2009 | ф  | Бурмило Салмон                    | The Slammin' Salmon                | Дік Лобо                                |
| 2009 | ф  | Тіло Дженніфер                    | Jennifer's Body                    | водій (камео)                           |
| 2010 | ф  | Сайрус: Розум серійного вбивці    | Cyrus: Mind of a Serial Killer     | Еммет                                   |
| 2011 | ф  | Битва монстрів                    | Monster Brawl                      | Бог (голос)                             |
| 2013 | ф  | Повстання близнюків               | Gemini Rising                      | Стефен Ценцула                          |
| 2013 | ф  | Фантом                            | Phantom                            | Володимир Марков                        |
| 2014 | ф  | Шлях Паломи                       | Road to Paloma                     | агент ФБР Джо Келлі                     |
| 2016 | ф  | Кінець дня                        | Daylight's End                     | Френк Хілл                              |
| 2017 | ф  | Мама і тато                       | Mom and Dad                        | Мел Райан                               |
| 2020 | ф  | Падіння                           | Falling                            | Вілліс Петерсон                         |
| 2022 | ф  | Штучна дівчинка                   | The Artifice Girl                  | Ґарет                                   |

### Телебачення
| Рік       |    | Українська назва                | Оригінальна назва                  | Роль                                         |
| --------- | -- | ------------------------------- | ---------------------------------- | -------------------------------------------- |
| 1980      | с  | Надія Раяна                     | Ryan's Hope                        | Престон Пост (8 епізодів)                    |
| 1983      | с  | Кеґні і Лейсі                   | Cagney & Lacey                     | Джонні «Ніс» (S2-E11)                        |
| 1983      | с  | Хардкасл і МакКормік            | Hardcastle and McCormick           | Мел Пірс (S1-E3)                             |
| 1983      | тф | Кровна помста                   | Blood Feud                         | Ед Гарлі                                     |
| 1984      | с  | Команда А                       | The A-Team                         | Мак Далтон (S2-E14)                          |
| 1984      | с  | Ріптайд                         | Riptide                            | Джон МакМастерс (S1-E12)                     |
| 1984      | с  | Кеґні і Лейсі                   | Cagney & Lacey                     | сержант Кінг (S4-E2)                         |
| 1984      | с  | Хардкасл і МакКормік            | Hardcastle and McCormick           | Джош Фултон (S2-E5)                          |
| 1989      | с  | Красуня і Чудовисько            | Beauty and the Beast               | «Snow» (S3-E4)                               |
| 1990—1991 | с  | Байки зі склепу                 | Tales from the Crypt               | Ріно Кревіс (S2-E3), Сержант Ріппер (S3-E14) |
| 1996—1999 | с  | Тисячоліття                     | Millennium                         | Френк Блек (67 епізодів)                     |
| 1998      | тф | День, коли застрелили Лінкольна | The Day Lincoln Was Shot           | Авраам Лінкольн                              |
| 1999      | с  | Цілком таємно                   | The X-Files                        | Френк Блек (S7-E4)                           |
| 1999      | с  | Жорстоке царство                | Harsh Realm                        | генерал (S1-E1)                              |
| 2001      | мс | Легенда про Тарзана             | The Legend of Tarzan               | Керчак (S1-E36)                              |
| 2001      | тф | Бермудський трикутник           | Lost Voyage                        | Девід Шоу                                    |
| 2004      | тф | Евел Кнівел                     | Evel Knievel                       | Вільям Кноффель                              |
| 2005      | тф | Наднова                         | Supernova                          | полковник Харлан Вільямс                     |
| 2006      | тф | Гарбузоголовий 3: Прах до праху | Pumpkinhead: Ashes to Ashes        | Ед Гарлі                                     |
| 2007      | тф | Гарбузоголовий 4: Кровна помста | Pumpkinhead: Blood Feud            | Ед Гарлі                                     |
| 2007      | тф | У павутинні                     | In the Spider's Web                | доктор Лекорпус                              |
| 2008—2009 | мс | Трансформери Анімейтед          | Transformers: Animated             | Локдаун (3 епізоди)                          |
| 2009      | с  | NCIS: Полювання на вбивць       | NCIS                               | Клей Бойд (S6-E17)                           |
| 2010      | мс | Месники: Могутні герої Землі    | Avengers: Earth's Mightiest Heroes | Grim Reaper (4 епізоди)                      |
| 2010      | с  | Касл                            | Castle                             | Бенні Страйкер (S3-E9)                       |
| 2011      | тф | Вій Банші                       | Scream of the Banshee              | Бродерік Дункан                              |
| 2012      | тф | Відьми країни Оз                | Dorothy and the Witches of Oz      | дядько Генрі                                 |
| 2012—2013 | мс | Трон: Повстання                 | Tron: Uprising                     | Теслер (16 епізодів)                         |
| 2012      | мс | Легенда про Корру               | The Legend of Korra                | Лейтенант (7 епізодів)                       |
| 2013      | с  | Ганнібал                        | Hannibal                           | Лоуренс Веллс (S1-E9)                        |
| 2014      | с  | Штам                            | The Strain                         | оповідач (S1-E1)                             |
| 2015      | мс | Король Джулієн                  | All Hail King Julien               | Док Шугарфут (S2-E7)                         |
| 2015—2016 | с  | Чорний список                   | The Blacklist                      | Білл МакКріді (4 епізоди)                    |
| 2015      | мс | Черепашки Ніндзя                | Teenage Mutant Ninja Turtles       | Зоґ (S3-E24)                                 |
| 2015—2017 | с  | У пустелі смерті                | Into the Badlands                  | Пенріт (3 епізоди)                           |
| 2016      | с  | Анатомія Грей                   | Grey's Anatomy                     | Гріффін МакКолл (S12-E14)                    |
| 2016      | с  | Мислити як злочинець            | Criminal Minds                     | Чезз Монтоло (S11-E18)                       |
| 2016      | с  | Нічна зміна                     | The Night Shift                    | Клайв (2 епізоди)                            |
| 2016      | с  | Легенди завтрашнього дня        | Legends of Tomorrow                | Обсидіан (S2-E5)                             |
| 2018—2020 | мс | Рапунцель: Нова історія         | Rapunzel's Tangled Adventure       | Барон (S2-E1, S3-E15)                        |
| 2020      | мс | Нові Луні Тюнз                  | New Looney Tunes                   | Ironbootay (S3-E51)                          |
| 2020      | с  | Все на краще                    | Better Things                      | Вьорджил (S4-E2)                             |
| 2023      | с  | Кроляча нора                    | Rabbit Hole                        | Кроулі (S1-E8)                               |
| 2023      | мс | Aqua Teen Hunger Force          | Aqua Teen Hunger Force             | Ваннеса (S12-E5)                             |

### Direct-to-video
| Рік  |    | Українська назва                    | Оригінальна назва             | Роль                      |
| ---- | -- | ----------------------------------- | ----------------------------- | ------------------------- |
| 1996 | в  | У доступі відмовлено 2              | No Contest II                 | Ерік Дейн / Еріх Денґлер  |
| 1997 | в  | Ядерна скеля                        | Dusting Cliff 7               | полковник Роджер Макбрайд |
| 1997 | в  | Місяць Стрільця                     | Gunfighter's Moon             | Френк Морган              |
| 2002 | в  | Коток 2: Випускний                  | The Mangler 2: Graduation Day | Бредін                    |
| 2002 | в  | Незбагненний жах                    | The Untold                    | Харлан Ноулз              |
| 2003 | в  | Антитіло                            | Antibody                      | доктор Річард Гейнс       |
| 2003 | в  | Мутанти 3                           | Mimic 3: Sentinel             | Ґарбагеман                |
| 2004 | в  | Дім страху                          | Madhouse                      | доктор Френкс             |
| 2004 | в  | Старквезер                          | Starkweather                  | Наставник                 |
| 2004 | в  | Параноя 1.0                         | Paranoia 1.0                  | Говард                    |
| 2005 | мф | Тарзан 2                            | Tarzan II                     | Керчак (озвучення)        |
| 2005 | в  | Повсталий з пекла 8: Пекельний світ | Hellraiser: Hellworld         | хазяїн                    |
| 2006 | в  | Останнє пророцтво                   | The Garden                    | Бен Закарі                |
| 2006 | в  | Огидний                             | Abominable                    | Циглер Дейн               |
| 2006 | в  | Гора Сасквоч                        | Sasquatch Mountain            | Джексон                   |
| 2006 | в  | Пірати острова скарбів              | Pirates of Treasure Island    | Джон Сільвер              |
| 2006 | мф | Супермен: Брейніак атакує           | Superman: Brainiac Attacks    | Брейніак (озвучення)      |
| 2007 | в  | Суха кістка                         | Bone Dry                      | Джиммі                    |
| 2007 | мф | Обраний                             | The Chosen One                | Кардинал Фред (озвучення) |
| 2008 | в  | Мертві води                         | Deadwater                     | полковник Джон Віллетс    |
| 2008 | в  | Вмираючий Бог                       | Dying God                     | Шанс                      |
| 2008 | в  | Виправдане зло                      | Necessary Evil                | доктор Фібіан             |
| 2008 | в  | Картковий борг                      | Pistol Whipped                | Старий                    |
| 2008 | в  | Захід сонця в прерії                | Prairie Fever                 | Монте Джеймс              |
| 2008 | в  | Один у темряві 2                    | Alone in the Dark II          | Авнер Лундберг            |
| 2009 | в  | Крикуни 2: Полювання                | Screamers: The Hunting        | Орсов                     |
| 2009 | в  | Швачка                              | The Seamstress                | шериф Верджил Лоґан       |
| 2010 | в  | Загублене плем’я                    | The Lost Tribe                | Ґалло                     |
| 2010 | в  | Код Буття                           | The Genesis Code              | доктор Хоффер             |
| 2011 | в  | Гарний день для цього               | Good Day for It               | Лайл Тайрус               |
| 2011 | в  | Аркадієць                           | The Arcadian                  | Отче Рід                  |
| 2012 | в  | Прекрасна хвиля                     | Beautiful Wave                | Джиммі Девенпорт          |
| 2012 | в  | Астронавт: останній поштовх         | Astronaut: The Last Push      | Вальтер Моффітт           |
| 2013 | в  | Кривавий постріл                    | Blood Shot                    | Сем                       |
| 2013 | в  | Книга Даниїла                       | The Book of Daniel            | Кір II Великий            |
| 2014 | в  | Холлоус-Гроув                       | Hollows Grove                 | Білл                      |
| 2014 | в  | Війни Гарма: Останній друїд         | Garm Wars: The Last Druid     | Wydd 256                  |
| 2015 | в  | «Провісник» падає                   | Harbinger Down                | Граф                      |